# Saint Andrews
 St. Andrews (en scots, Saunt Aundraes; en gaèlic escocès, Cill Rìmhinn), situada a la costa est d'Escòcia, al comtat de Fife, és una de les ciutats més antigues i històricament importants d'Escòcia, malgrat la seva reduïda grandària. En aquesta, es troba una catedral, actualment en ruïnes, però que en el seu temps va ser la més gran d'Escòcia, un castell, igualment en ruïnes, i una de les universitats més antigues i prestigioses del Regne Unit. A més, St. Andrews és considerada com "el bressol del golf", ja que s'hi troben el Royal and Ancient Golf Club of St. Andrews -el club de golf més antic del món- i l'Old Course de St. Andrews, també un dels camps més antics.

## Història
Els primers assentaments que s'han localitzat en l'actual St. Andrews pertanyen als pictes, els quals la denominaven Kilrymont o Muckross. La llegenda diu que sant Règul va portar fins aquí les relíquies de sant Andreu (en anglès, Saint Andrew), patró d'Escòcia. El nom de la ciutat prové, justament, del nom del sant.
St. Andrews va rebre l'estatut de "ciutat reial" (royal burgh) el 1124, i es va transformar en arquebisbat el 1466. La seva catedral va començar a construir-se al segle xii, però no es va concloure fins al 1318, durant el regnat de Robert I d'Escòcia. En aquell moment, era l'edifici més gran d'Escòcia, i St. Andrews, amb més de 14.000 habitants al segle xvi, una de les ciutats costaneres més importants al nord d'Edimburg.
No obstant això, durant la violenta Reforma religiosa del segle xvi, la catedral va ser saquejada i va quedar en ruïnes, la ciutat va perdre gran part del seu poder i influència i va quedar pràcticament arruïnada.
En l'actualitat, la ciutat de St. Andrews consta d'un petit nucli històric, constituït principalment per quatre carrers (South Street, Market Street, North Street i The Scores), i una àmplia extensió d'habitatges moderns destinats principalment al personal i als estudiants de la Universitat de St. Andrews, així com als jugadors i aficionats al golf.

## Nota
1. ↑  «Scots Language Centre: Scottish Place Names in Scots». Arxivat de l'original el 2020-03-19. [Consulta: 13 gener 2012].
2. ↑  «Ainmean-Àite na h-Alba ~ Gaelic Place-Names of Scotland». Arxivat de l'original el 2016-03-05. [Consulta: 13 gener 2012].